# Giải bóng đá Hạng Nhì Quốc gia 1997
Giải bóng đá Hạng Nhì Quốc gia 1997 là mùa giải đầu tiên của Giải bóng đá Hạng Nhì Quốc gia do Liên đoàn bóng đá Việt Nam tổ chức và quản lý. Giải đấu là sự thay thế cho Giải bóng đá A1 toàn quốc với tư cách là giải đấu bóng đá cấp câu lạc bộ cao thứ hai trong hệ thống các giải bóng đá Việt Nam (giải đấu cao nhất là Giải bóng đá Hạng Nhất Quốc gia được đổi tên từ Giải bóng đá Các đội mạnh Toàn quốc). Giải khởi tranh vào tháng 4 và kết thúc vào ngày 14 tháng 9 năm 1997.

## Vòng loại

### Bảng A (Khu vực miền Bắc)
Các trận đấu vòng loại thuộc bảng A đã diễn ra đến ngày 1 tháng 6 năm 1997. Nam Định và Thanh Hóa là các đội đã vượt qua vòng loại.

### Bảng B (Khu vực miền Trung và Tây Nguyên)
Các trận đấu vòng loại thuộc bảng B đã diễn ra đến ngày 1 tháng 6 năm 1997. Bình Định, Đà Nẵng và Cấp nước Đà Nẵng là các đội đã vượt qua vòng loại.

### Bảng C (Khu vực miền Nam)
Các trận đấu vòng loại thuộc bảng C đã diễn ra từ tháng 4 đến ngày 25 tháng 5 năm 1997. 18 đội được chia thành hai nhóm A và B, chọn 4 đội đứng đầu 2 nhóm vào vòng chung kết.
Quân khu 7, Cao su Đồng Nai (nhóm A) và Tiền Giang, Kiên Giang (nhóm B) là các đội đã vượt qua vòng loại.
| Ngày       | Đội 1      | Tỷ số | Đội 2    | Ghi chú     |
| ---------- | ---------- | ----- | -------- | ----------- |
| 18 tháng 5 | Tiền Giang | 3–0   | Trà Vinh | [ 4 ] [ 5 ] |

## Vòng chung kết
Vòng chung kết diễn ra từ ngày 31 tháng 8 đến ngày 14 tháng 9 năm 1997. 9 đội tham dự được chia thành 3 nhóm, thi đấu vòng tròn một lượt theo quy định không có trận hòa; nếu hòa sẽ tiến hành đá tiếp hai hiệp phụ (có áp dụng luật bàn thắng vàng) và loạt sút luân lưu để xác định đội thắng. Ba đội đứng đầu ba bảng cùng một đội nhì bảng có thành tích tốt nhất giành quyền vào bán kết.

### Vòng bảng

#### Nhóm A
Tất cả các trận đấu được tổ chức tại Đà Nẵng.
| VT | Đội        | ST | T | B | BT | BB | HS | Đ | Giành quyền tham dự     |
| -- | ---------- | -- | - | - | -- | -- | -- | - | ----------------------- |
| 1  | Quân khu 7 | 2  | 2 | 0 | 3  | 0  | +3 | 6 | Vòng đấu loại trực tiếp |
| 2  | Bình Định  | 2  | 1 | 1 | 3  | 2  | +1 | 3 | Vòng đấu loại trực tiếp |
| 3  | Thanh Hóa  | 2  | 0 | 2 | 1  | 5  | −4 | 0 |                         |

| Thanh Hóa | 1–3      | Bình Định |
| --------- | -------- | --------- |
|           | Chi tiết |           |

| Quân khu 7                    | 2–0      | Thanh Hóa |
| ----------------------------- | -------- | --------- |
| Song Toàn 36' · Minh Quân 62' | Chi tiết |           |

| Bình Định | 0–1      | Quân khu 7 |
| --------- | -------- | ---------- |
|           | Chi tiết | Ngọc Tùng  |

#### Nhóm B
Tất cả các trận đấu được tổ chức tại Quảng Ngãi.
| VT | Đội              | ST | T | B | BT | BB | HS | Đ | Giành quyền tham dự     |
| -- | ---------------- | -- | - | - | -- | -- | -- | - | ----------------------- |
| 1  | Cấp nước Đà Nẵng | 2  | 1 | 1 | 2  | 2  | 0  | 3 | Vòng đấu loại trực tiếp |
| 2  | Tiền Giang       | 2  | 1 | 1 | 2  | 2  | 0  | 3 |                         |
| 3  | Cao su Đồng Nai  | 2  | 1 | 1 | 1  | 1  | 0  | 3 |                         |

| Cấp nước Đà Nẵng | 2–1      | Tiền Giang |
| ---------------- | -------- | ---------- |
|                  | Chi tiết |            |

| Tiền Giang     | 1–0 (s.h.p.) | Cao su Đồng Nai |
| -------------- | ------------ | --------------- |
| Quang Minh 98' | Chi tiết     |                 |

| Cao su Đồng Nai | 1–0      | Cấp nước Đà Nẵng |
| --------------- | -------- | ---------------- |
| Thất Tùng 58'   | Chi tiết |                  |

#### Nhóm C
Tất cả các trận đấu được tổ chức tại Bình Định.
| VT | Đội        | ST | T | B | BT | BB | HS | Đ | Giành quyền tham dự     |
| -- | ---------- | -- | - | - | -- | -- | -- | - | ----------------------- |
| 1  | Nam Định   | 2  | 2 | 0 | 4  | 2  | +2 | 6 | Vòng đấu loại trực tiếp |
| 2  | Kiên Giang | 2  | 1 | 1 | 2  | 3  | −1 | 3 |                         |
| 3  | Đà Nẵng    | 2  | 0 | 2 | 2  | 3  | −1 | 0 |                         |

| Nam Định | 2–1 (s.h.p.) | Đà Nẵng |
| -------- | ------------ | ------- |
| 112'     | Chi tiết     |         |

| Đà Nẵng           | 1–1 (s.h.p.) | Kiên Giang |
| ----------------- | ------------ | ---------- |
|                   | Chi tiết     |            |
| Loạt sút luân lưu |              |            |
|                   | 3–4          |            |

| Kiên Giang | 1–2      | Nam Định                      |
| ---------- | -------- | ----------------------------- |
| 65'        | Chi tiết | Ngọc Cường 28' · Văn Dũng 67' |

#### Xếp hạng các đội đứng thứ hai
Chỉ một đội nhì bảng giành quyền vào bán kết.
| VT | Bg | Đội        | ST | T | B | BT | BB | HS | Đ | Giành quyền tham dự     |
| -- | -- | ---------- | -- | - | - | -- | -- | -- | - | ----------------------- |
| 1  | A  | Bình Định  | 2  | 1 | 1 | 3  | 2  | +1 | 3 | Vòng đấu loại trực tiếp |
| 2  | B  | Tiền Giang | 2  | 1 | 1 | 2  | 0  | +2 | 3 |                         |
| 3  | C  | Kiên Giang | 2  | 1 | 1 | 2  | 3  | −1 | 3 |                         |

### Vòng đấu loại trực tiếp
Hai đội thắng trong hai trận bán kết sẽ trực tiếp giành quyền lên thi đấu tại Giải bóng đá Hạng Nhất Quốc gia 1998. Tất cả các trận đấu của giai đoạn này được tổ chức tại Huế.

#### Bán kết
| Cấp nước Đà Nẵng | 0–2      | Bình Định                 |
| ---------------- | -------- | ------------------------- |
|                  | Chi tiết | Công Long ?', 83' (ph.đ.) |

| Nam Định      | 1–0      | Quân khu 7 |
| ------------- | -------- | ---------- |
| Hồng Phúc 25' | Chi tiết |            |

#### Chung kết
| Nam Định | 1–3      | Bình Định                               |
| -------- | -------- | --------------------------------------- |
| Văn Minh | Chi tiết | Công Long ?', 47' · Kim Đức 49' (ph.đ.) |